# British Journal of Oral & Maxillofacial Surgery
Das British Journal of Oral & Maxillofacial Surgery, abgekürzt Br. J. Oral Maxillofac. Surg. oder BJOMS, ist eine wissenschaftliche Fachzeitschrift, die vom Churchill Livingstone-Blackwell-Verlag im Auftrag der British Association of Oral and Maxillofacial Surgeons veröffentlicht wird. Die Zeitschrift wurde 1963 unter dem Namen British Journal of Oral Surgery gegründet und wechselte im Jahr 1984 zum derzeit gültigen Namen. Sie erscheint mit acht Ausgaben im Jahr. Es werden Arbeiten veröffentlicht, die sich mit chirurgischen Themen aus dem Bereich Mund, Kiefer, Kopf und Hals beschäftigen.
Der Impact Factor lag im Jahr 2012 bei 2,717. Nach der Statistik des ISI Web of Knowledge wird das Journal mit diesem Impact Factor in der Kategorie Zahnmedizin & Kieferchirurgie an zehnter Stelle von 83 Zeitschriften und in der Kategorie Chirurgie an 30. Stelle von 199 Zeitschriften geführt.